# 同班的偶像同學。
《同班的偶像同學。》是Sonora在2019年9月27日發售的戀愛冒險類型成人遊戲。

## 故事簡介
司馬健太郎原本就讀五子學園的普通科，後來在身為學園理事長的爺爺司馬博史的命令下轉入了五子學園新設的藝能科，而跟健太郎一起讀藝能科的有多年不見的青梅竹馬三嶋朱莉、逐漸嶄露頭角的歌手小鳥遊詠與另一位青梅竹馬悠木和心。

## 登場角色
司馬健太郎
作品男主角，五子學園的二年級生，原本就讀普通科，後來在爺爺的要求下轉進新成立的藝能科。
三嶋朱莉
健太郎的青梅竹馬，由於在藝能界發展的關係很少跟健太郎連絡，現在是人氣當紅偶像。在理事長司馬博史的邀請下到五子學園的藝能科就讀。再次和健太郎見面時仍舊對他十分親近。
悠木和心（聲：白雪碧）
健太郎、朱莉的青梅竹馬，健太郎的同班同學。個性柔和，擅於打理各種家事。因為擔心健太郎而決定和他一起轉到藝能科。
小鳥遊詠
小有名氣的歌手，藝能科的一年級生，個性冷淡且很少顯露感情，並常展現出讓人無法親近的態度。
鳴瀨（聲：七坂真理）
健太郎的同學，擅長照顧人，喜歡玩手機遊戲。實際上是聲優，和《我的未來是戀愛與課金。》中的朝森美月同個事務所，而本人是聲優這件事在班上沒人知道。

## 主題曲
片頭曲「Best of」
作詞、主唱：Duca，作曲、編曲：ANZIE
片尾曲
作詞、主唱：Duca，作曲、編曲：chokix

## 外部連結
- 同班的偶像同學。遊戲官網 （页面存档备份，存于）（日語）